# Cycethra
Cycethra is een geslacht van zeesterren uit de familie Ganeriidae.

## Soorten
- Cycethra frigida (Koehler, 1917)
- Cycethra macquariensis Koehler, 1920
- Cycethra verrucosa (Philippi, 1857)